# Escarapela

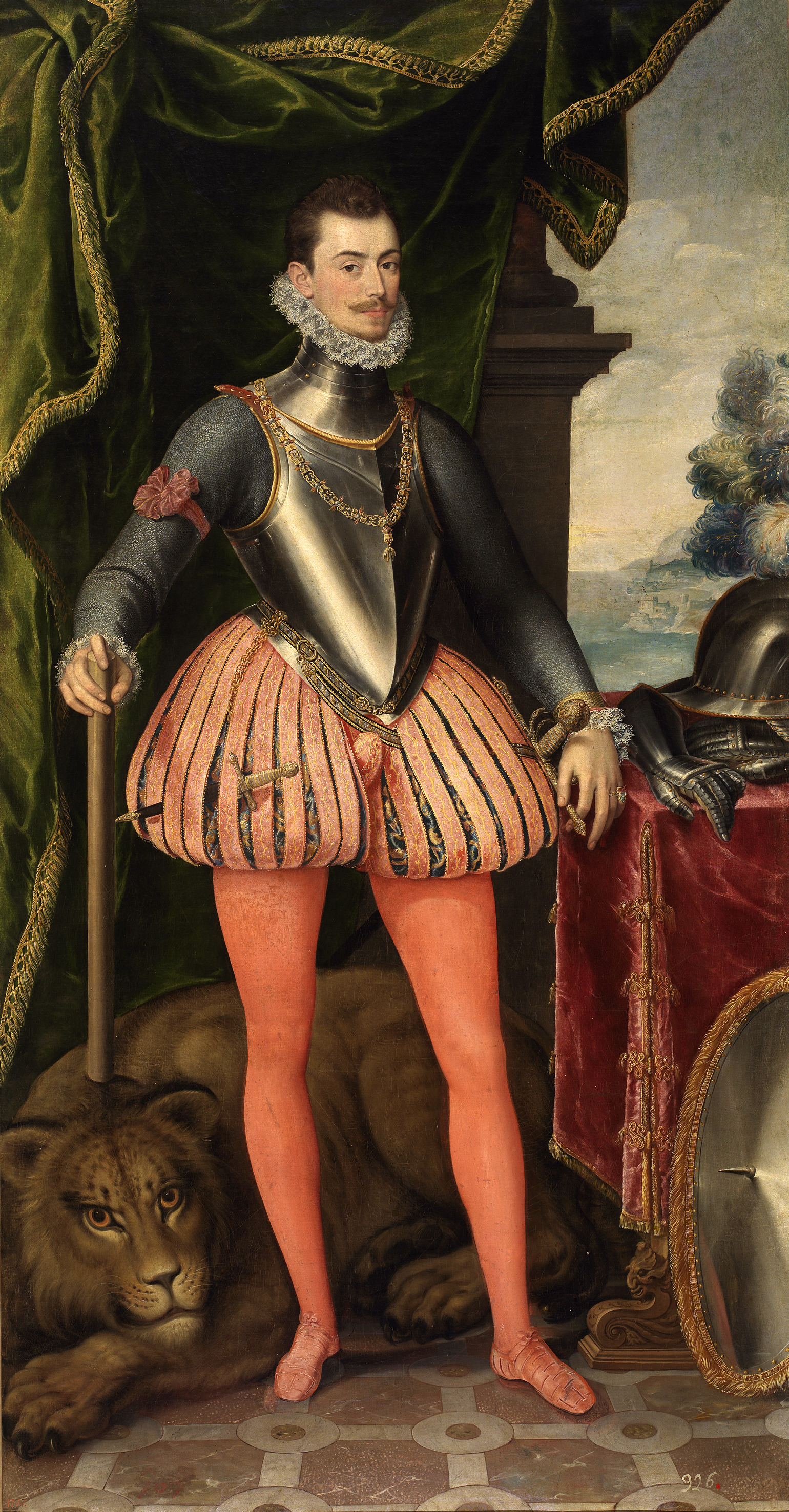
Retrato de Juan de Austria, quien fue medio hermano del rey Felipe II de España, en el que se aprecia, en su brazo derecho, el distintivo de las tropas de monta de la época: la escarapela (o cucarda) roja.

La escarapela o cucarda es un símbolo nacional en muchos países. Consiste en un rosetón de tela superpuesto a un lazo en forma de V invertida, cuyos extremos exceden el diámetro del rosetón, generalmente puesto en los sombreros o morriones. La cinta con que se elabora tanto el rosetón como el lazo suelen tener los mismos colores que la bandera nacional del país que representa. Actualmente tiene también un uso práctico, por ejemplo, en los aviones de guerra; pintado en el dorsal para distinguir el pabellón nacional al que pertenece cada aparato, es llamada escarapela aeronáutica.

## Origen
La escarapela era la divisa compuesta de cintas de uno o más colores hecha en forma de rosa o lazo, la cual se ponía en el sombrero y servía, entre otras cosas, para distinguir entre los diferentes ejércitos y naciones y para reconocer a los de una facción o bando.

## Escarapela de países

### Escarapela de la Argentina

Escarapela de Argentina.

La escarapela es uno de los símbolos nacionales de Argentina. Instituida por un decreto del 18 de mayo de 1812 del Primer Triunvirato, es considerada el primer símbolo patrio de la República, antecediendo a los otros tres emblemas nacionales: la bandera, el escudo y el himno.    
El origen de los colores de la escarapela y las razones por las que fueron elegidos para simbolizar la Patria no pueden establecerse con precisión. Si bien su uso no está restricto a ninguna parte del año en particular, la escarapela se utiliza mayormente durante la Semana de Mayo, que comienza con la celebración del Día de la Escarapela Nacional, el 18, y culmina con la conmemoración de la Revolución de mayo de 1810, el 25. También puede ser avistada en menor medida durante otras fechas patrias y desfiles militares. 
La primera fecha aproximada del uso de los actuales colores patrios argentinos es la del 19 de mayo de 1810, ocasión en la que fueron utilizados por un grupo de mujeres que se entrevistaron con el coronel Cornelio Saavedra. El 23 de marzo de 1811, la escarapela sirvió como distintivo de los opositores a la mayoría de la Junta Grande. El 13 de febrero de 1812, Manuel Belgrano -mediante una nota- solicitó al Triunvirato que se fije el uso de la escarapela nacional. Finalmente, el 18 de febrero de 1812, el poder constituido por el Triunvirato hizo saber al Jefe del Ejército Mayor que: "el gobierno ha resuelto que se reconozca y se use por las tropas la Escarapela Nacional de las Provincias Unidas del Río de la Plata, que deberá componerse de dos colores, blanco y celeste, quedando abolida desde esta fecha la roja que antiguamente se distinguía".

### Escarapela de Bolivia

Escarapela de Bolivia.

La escarapela es un emblema nacional de Bolivia. Es empleada por los ciudadanos de ese país durante desfiles y actos cívicos, siendo más usada en el mes patrio (agosto). Es portada en el pecho izquierdo como representación individual. Los colores de la escarapela hacen referencia a la bandera boliviana, ordenados de la siguiente manera: el rojo en el borde exterior, el amarillo en la banda central y el verde en la parte interior. A veces se utiliza con dos cintas en la parte inferior de la escarapela, igualmente con los colores patrios.

### Escarapela del Brasil

Escarapela del Brasil.

### Escarapela de Chile

Escarapela de Chile.

La escarapela o cucarda es uno de los símbolos nacionales de Chile. Junto a la bandera y el escudo nacional, fue declarada como emblema nacional por Decreto Supremo el 18 de octubre de 1967. Posteriormente, la escarapela pierde su condición de emblema nacional con la redacción de la Constitución Política de la República de Chile (de 1980 y sus modificaciones). El emblema, originalmente de tela, es de color azul turquí en el centro, blanco en la segunda faja y rojo en la exterior, con una estrella de plata en el centro azul.

### Escarapela de Colombia

Escarapela de Colombia

### Escarapela del Ecuador

Escarapela del Ecuador

### Escarapela de España

Escarapela de España.

La escarapela como símbolo nacional aparece con la Guerra de Independencia, e inicialmente es de color rojo, como la que llevaban los militares desde el siglo XVII. A finales del siglo XIX se sustituye por una escarapela bicolor a imitación de los colores de la bandera nacional. La escarapela en España es circular, con tres anillos rojo, amarillo y rojo. Se exhibe como representación individual en caso de distinciones o premios o por otro tipo de eventos, y además es un distintivo identificatorio para todos los españoles.

### Escarapela de los Países Bajos

Escarapela de los Países Bajos

### Escarapela del Paraguay

Escarapela del Paraguay.

La escarapela es un emblema del Paraguay que simboliza los colores patrios rojo, blanco y azul. La época en la que más se usa la escarapela paraguaya es durante la semana de la Independencia, que se celebra el 14 de mayo de cada año.

### Escarapela del Perú

Escarapela del Perú.

La escarapela es un distintivo nacional del Perú. Los colores de la cinta de esta escarapela tienen la misma disposición que los de la bandera nacional. Tiene dos variantes, una sin las dos cintas, y otra que sí las tiene. Se utiliza comúnmente prendida, a manera de insignia, en el lado izquierdo del pecho durante todo el mes de julio.

### Escarapela del Uruguay

Escarapela del Uruguay

La escarapela es uno de los símbolos nacionales del Uruguay. Reconocida por la Ley del 22 de diciembre de 1828, tiene los colores del Pabellón Nacional. La usada desde entonces hasta la ley que define a las actuales escarapelas nacionales fue celeste, como se ve en el Escudo de Uruguay, atando las ramas de olivo y laurel: 

"Dicho óvalo será orlado por dos ramas de olivo y de laurel unidas en la base por un lazo, azul celeste"

El celeste siguió siendo el color que definía al Estado Centralizado, o sus partidarios. De este modo, durante la Guerra Grande las tropas de Fructuoso Rivera usaban la bandera nacional con franjas de un celeste muy pálido, mientras que las de Manuel Oribe las utilizaban de azul muy oscuro. En la actualidad, "la Celeste" es la casaca empleada por la selección nacional de fútbol, así como su seudónimo. El 10 de julio de 1916 se reglamentan las actuales. La de uso civil tiene cuatro franjas con el azul celeste de la Bandera Nacional, siendo su uso libremente permitido a los ciudadanos. La variación (aprobada mediante Ley 5.458 del 10 de julio de 1916) es para uso exclusivo del Ejército, la Marina y las Fuerzas Aéreas de la República.

### Escarapela de Venezuela

Escarapela de Venezuela

La primera escarapela o cucarda venezolana fue aprobada por el Primer Congreso Nacional en la sesión del 9 de julio de 1811, el mismo día en el que se aprobó la Bandera Nacional. El Poder Ejecutivo de entonces dispuso que la misma fuese usada por los ciudadanos de la Confederación Venezolana. La versión de 1811 ordenaba la insignia de la siguiente manera: «...colores azul celeste al centro, amarillo y encarnado a las circunferencias...». Actualmente no posee una condición de símbolo nacional y el ordenamiento lógico de sus colores ha cambiado.